# مگس‌گیر رگه‌قهوه‌ای
مگس‌گیر رگه‌قهوه‌ای (نام علمی: Muscicapa williamsoni) یک گونه از پرندگان خانواده مگس‌گیران است که در جنوب میانمار، جنوب تایلند، شمال شبه جزیره مالزی و شمال شرق بورنئو یافت می‌شود. برخی از مراجع آن را زیرگونه‌ای از مگس‌گیر قهوه‌ای آسیایی می‌دانند. در سال ۲۰۲۰، یک پرنده سرگردان در ۳۰۰ کیلومتر (۱۹۰ مایل) جنوب شهر بروم استرالیا ثبت شد و هویت آن از تجزیه و تحلیل DNA فضله پرنده تأیید شد. این گونه در فصل زادآوری دارای پرهای زرین است و سپس کدر می‌شود. نام این گونه از نام کلکسیونر سر والتر جیمز فرانکلین ویلیامسون گرفته شده‌است.